# Haumann Péter
Haumann Péter (Budapest, 1941. május 17. – Budapest, 2022. május 28.) a Nemzet Színésze címmel kitüntetett, Kossuth- és kétszeres Jászai Mari-díjas magyar színművész, rendező, érdemes művész, a Halhatatlanok Társulatának örökös tagja.

## Életpályája
Budapesten született Haumann József Péter és Sturm Franciska női fodrászok gyermekeként. A Toldy Ferenc Gimnáziumban érettségizett, ahol történelemtanára a későbbi miniszterelnök, Antall József volt. Ezt követően a Színház- és Filmművészeti Főiskola növendéke volt 1959–1963 között.
A debreceni Csokonai Színháznál indult karrierje 1963–1966 között. 1966–1970 között a Pécsi Nemzeti Színház társulatának tagja lett, majd 1970-ben két évre a budapesti 25. Színházba került. Ezután dolgozott a József Attila Színházban (1972–1973), a Madách Színházban (1973–1988), a Nemzetiben (1988–1991), az Arizona Színházban (1991–1993) és rövid ideig a Radnóti Miklós Színházban (1993–1994). A Katona József Színház tagja  volt 1994 és 2016 között.
2016-tól szabadúszó. 1999–2002 között a Magyar Televízió Slágertévé című műsorát vezette Kovács Katival. A Magyar Művészeti Akadémia tagja.
2010 őszén választották a nemzet színészévé Kállai Ferenc helyére.
Utoljára 2021-ben a Madách Színházban a Macskák című musical 1500., ünnepi előadásán lépett fel "Tus" szerepében. Ezt a szerepet az 1983-as bemutatót követően 300-szor játszotta el.
2021-ben az ATV Húzós című műsorában bejelentette, hogy nem lép többet színpadra.

### Magánélete
Három gyermeke van, Máté, Petra és Dávid, közülük Máté és Petra színészek. Korábban Budapesten élt, majd Paloznakra költözött.
2022. május 28-án hunyt el hosszú betegség után. A Fővárosi Önkormányzat, a Magyar Művészeti Akadémia és a Kulturális és Innovációs Minisztérium saját halottjának tekintette. 2022. június 17-én helyezték végső nyugalomra a Farkasréti temetőben, a búcsúztatás a Makovecz-ravatalozóban a katolikus egyház szertartása szerint volt. A temetési szertartást Kocsis István esperes, a Budapest-Istenhegyi Szent László Plébánia plébánosa vezette.
A szertartáson beszédet mondott Rudolf Péter, illetve jelen volt Almási Éva, Molnár Piroska, Tordy Géza, Bodrogi Gyula, Cserhalmi György, Király Levente, Trokán Péter, Körtvélyessy Zsolt, Nemcsák Károly, Szirtes Tamás, Jordán Tamás, Újlaki Dénes, Balázsovits Edit, Schell Judit, Nagy-Kálózy Eszter, Hegedűs D. Géza, Krasznahorkai László, Elek Ferenc, Balla Eszter, Keresztes Tamás, Nagy Ervin, Eperjes Károly, Szacsvay László, Takátsy Péter, Mészáros Béla, Détár Enikő, Pavletits Béla és Budapest főpolgármestere, Karácsony Gergely. Végső nyughelye a Művészparcellában, Bajor Imre, Koós János, Kazal László, Körmendi János és Sztankay István sírja közelében található. Síremléke egy évvel a halála után, 2023. júniusában készült el.

## Színházi rendezései
- Frederick Knott: Éjszakai telefon (1986)
- Murray Schisgal: New York körbe-körbe (1987, 1996, 2000)
- Szombathy Gyula: Kár lenne nélkülünk (1990)
- Nino Manfredi–Nino Marino: Könnyű erkölcsök (1990)

## Színházi szerepei

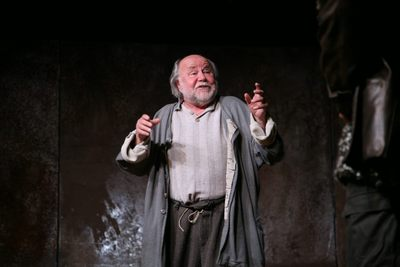
Haumann Péter a Revizor-ban

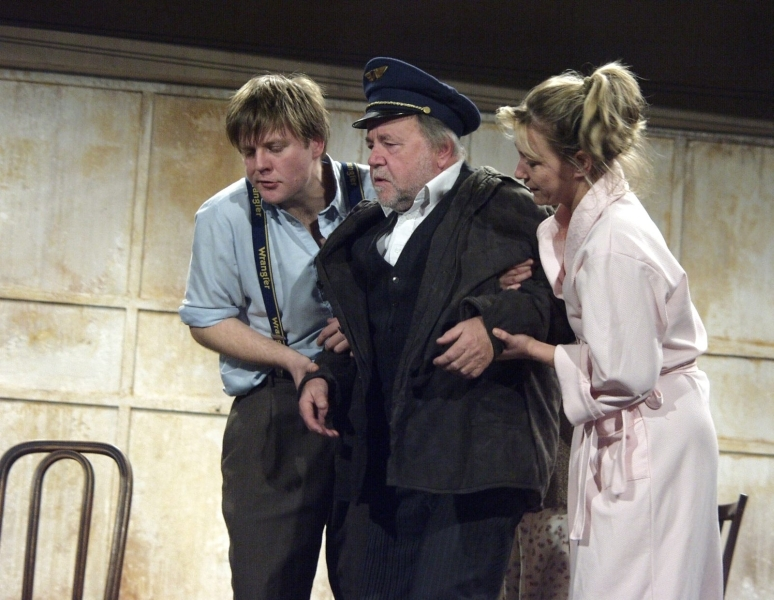
Fekete Ernő, Haumann Péter és Fullajtár Andrea, a ritkán játszott Ibsen darab, A vadkacsa című Katona József Színház előadásán

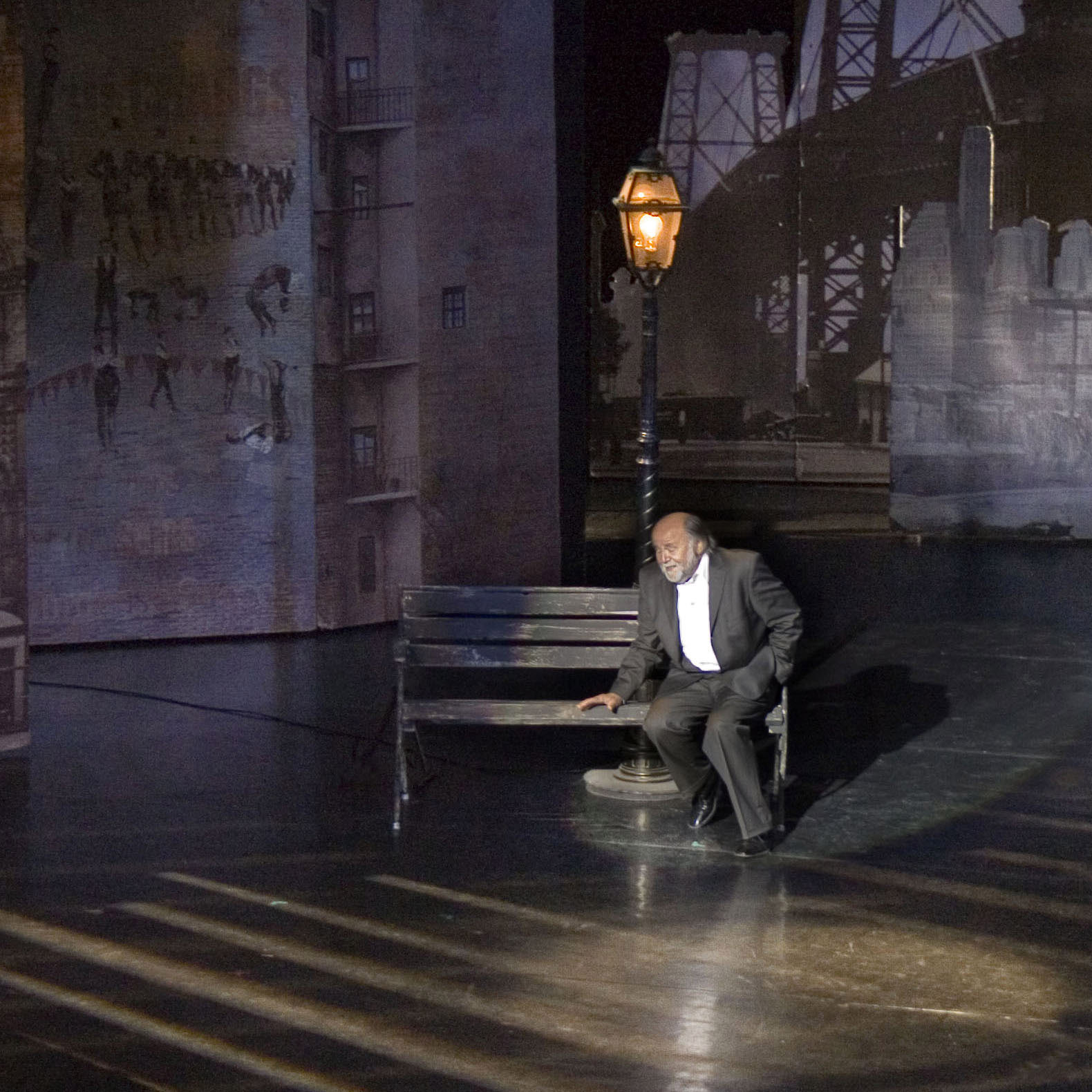
Haumann Péter énekel a POSZT 2009-es Gálaműsorában a Pécsi Nemzeti Színház színpadán

- William Shakespeare: Romeo és Júlia....Gergely; Második zenész; Ábrahám
- Gogol: A revizor....Rasztakovszkij
- Gorkij: Kispolgárok....Percsihin
- Garcia Lorca: Don Cristobal meg Rosita kisasszony tragikomédiája....Legény
- Timár György: Sanzon 1963....
- Büchner: Woyzeck....Woyzeck
- Merle: Sisyphus és a halál....Újságíró
- Schnitzler: A zöld kakadu....Prospere
- Willner-Reichert: Három a kislány....Tschöll
- G. B. Shaw: Szent Johanna....Courcelles
- Bakonyi Károly: Mágnás Miska....Mixi gróf
- Jékely Zoltán: Mátyás király juhásza....Kölönte
- Wilner-Nodansky: Luxemburg grófja....Winchester lord
- Brecht: A kaukázusi krétakör....Sauva; Acdak
- William Shakespeare: III. Richárd....Irnok; Második gyilkos
- Gyárfás Miklós: Férfiaknak tilos!....Dr. Kovács Pál
- Brecht: Jó embert keresünk....Harmadik Isten
- Shaw: Sosem lehet tudni....Philip
- Juhász Géza: Az égigérő fa....Cickom
- Maugham: Imádok férjhezmenni....William Cardew
- Camoletti: Leszállás Párizsban....Robert
- Kamondy László: Szöktetés albérletbe, avagy Szemérmes ateisták....Gergely
- William Shakespeare: Szeget szeggel....Lucio
- Babay József: Három szegény szabólegény....Pamut István
- Hochhuth: A helytartó....Kurt Gerstein
- Paso: Ön is lehet gyilkos....Simon Aldebert
- Szolovjev-Vitkovics: Naszreddin kalandjai....Dzsafár
- Tabi László: Enyhítő körülmény....Deme rendőrhadnagy
- Brecht: Koldusopera....Tigris Brown
- William Shakespeare: Rózsák háborúja....Lajos
- Herzer-Löhner-Beda: A mosoly országa....Főajtónálló
- Rozov: Érettségi találkozó....Ilja Tarakanov
- Williams: A tetovált rózsa....Alvaro
- Magnier: Oscar....Bertrand Barnier
- Arthur Miller: Pillantás a hídról....Eddie
- William Shakespeare: Sok hűhó semmiért....Don Pedro; Benedetto
- Móricz Zsigmond: Légy jó mindhalálig....Nagy úr
- Heltai Jenő: Lumpáciusz Vagabundusz....Csiriz
- Anouilh: Meghívás a kastélyba....Romainville
- Schneider-Ondracek: Gentlemanek....Az őr
- Illyés Gyula: Tiszták....Pierre-Amiel
- Brecht: Állítsátok meg Arturo Iut!....Arturo Ui
- Cseres Tibor: Barbár változatok....Nagy Kázmér professzor
- Svarc: Hókirálynő....Mesemondó
- Platón: Szókratész védőbeszéde....Szókratész[Mj. 1]
- Kuan Han-Csing: Tou O igaztalan halála....Tou Tien-csang; Pao-Cseng
- Hernádi-Jancsó: Fényes szelek....
- Fekete Sándor: Hőség hava - Kollektív nyomozás és ítélkezés történelmi ügyben, avagy a közszereplés rövid tanfolyama két külön részben....
- Korosztiljov: A kőszobor léptei....Alekszandr Puskin
- Suassuna: A kutya testamentuma....Chico
- Szép Ernő: Vőlegény....Rudi; Papa
- Karinthy Ferenc: Hosszú weekend....Kristóf László
- Katajev: Bolond vasárnap....Leo Bujkálov
- Szomory Dezső: Incidens az Ingeborg hangversenyen....Ingeborg; Révész
- Ibsen: Hedda Gabler....Brack bíró
- Gorkij: Nyaralók....Bazsov ügyvéd
- Sütő András: Csillag a máglyán....Hitnyomozó
- Illés Endre: Spanyol Izabella....Torquemada
- Gogol: Holt lelkek....Csicsikov
- William Shakespeare: Lóvátett lovagok....Boyet gróf
- Gandillot: Kikapós patikárius....Bertinet
- William Shakespeare: Hamlet....Claudius
- Brecht: Mahagonny tündöklése és bukása....Hétszentség Mózes
- Shaw: Pygmalion...Doolittle
- Molnár Ferenc: A doktor úr....Puzsér
- Arnold-Bach: Hurrá, fiú!....Gottfried Schreckenburg
- Miller: A bajnokság éve....George
- Harwood: Az öltöztető....Norman; A művész
- Dürrenmatt: A baleset....Alfredo Traps
- Slade: Jutalomjáték....Scottie Templeton
- Mikszáth Kálmán: A Noszty fiú esete Tóth Marival....Kopereczky
- Thomas Stearns Eliot: Macskák....Gastrofar George; Tus
- Mirande-Mouezy-Eon: Uraim, csak egymás után....A hölgyfodrász
- Beckett: Godot-ra várva....Estragon
- Topor: A bolond....Arthur Kirk
- William Shakespeare: Vízkereszt vagy amit akartok....Malvolio
- Kálmán Imre: Csárdáskirálynő....Miska
- Szakonyi Károly: Ki van a képen?....Péter
- Knott: Éjszakai telefon....Lesgate kapitány
- Dumas: Kean, a színész....Edmund Kean
- Murray Schisgal: New York körbe-körbe....Gus; Leon
- Borisz Paszternak: Doktor Zsivago....Marovszkij
- Mrożek: Az arckép....Bartodziej
- Csurka István: Döglött aknák....Moór Jenő
- Szombathy Gyula: Kár lenne nélkülünk....
- Beaumarchais: Figaro házassága avagy Egy őrült nap....Figaro
- Manfredi: Könnyű erkölcsök....Armando
- Füst Milán: Az árvák....Lock József
- Poiret: Őrült nők ketrece....Albin
- Henrik Ibsen: A tenger asszonya....Arnholm
- Dürrenmatt: Meteor....Wolfgang Schwitter
- Wassermann: La Mancha lovagja....Sancho
- Brisville: A feketeleves....Fouché
- Tábori György: Jubileum....Arnold
- Ibsen: Rosmersholm....Ulrik Brendel
- Pirandello: Ma este improvizálunk....
- Simon: A furcsa pár....Félix Unger; Oscar Madison
- Molière: A fösvény....Harpagon
- Balázs-Radványi: Valahol Európában....Simon Péter
- Csehov: Cseresznyéskert....Gajev
- Heinrich von Kleist: Az eltört korsó....Ádám
- Reza: Művészet....Serge
- Gombrowicz: Yvonne, burgundi hercegnő....Ignác király
- Dickens: Oliver!....Fagin[Mj. 2]
- Simon: A Napsugár fiúk....Willie Clark
- Dorst: Paul úr....Paul úr
- Spiró György: Honderű....Zoltánffy
- Bernhard: A színházcsináló....Bruscon
- Molnár Ferenc: Olympia....Ettingen herceg
- Ben Jonson: Volpone....Volpone
- Garay János: Háry János....Napóleon
- Weöres Sándor: Szent György és a sárkány....Miron főpap
- Radó Denise: Galambos Erzsi - az első 70 évem....
- Dosztojevszkij: Az idióta....Ivolgin tábornok
- Sólem: Hegedűs a háztetőn....Tevje
- Vaszary Gábor: Bubus....Gáspár
- Brecht: Puntila úr és szolgája, Matti (nyers)....Puntila
- Coward: Ne nevess korán....Garry Essendine
- Petőfi Sándor: János vitéz....Francia király
- William Shakespeare: Troilus és Cressida....Pandarus
- Meehan: Producerek....Max Bialystock
- Ibsen: A vadkacsa....Ekdal
- Galambos Attila: Kurt Weill Cabaret....
- Léon-Stein: A víg özvegy....Báró Zéta Mirkó nagykövet
- William Shakespeare: Macbeth....Várkapus
- Srbljanović: Sáskák....Igniatovic úr
- William Shakespeare: A velencei kalmár....Shylock
- Shaw: A hős és a csokoládékatona....Pavel Petkov
- Zágon-Somogyi: Fekete Péter.....Ebes Károly
- Sobol: Gettó....Weisskopf
- Van Druten: Cabaret....Schultz úr
- Tadeusz Słobodzianek: A mi osztályunk ...Abram
- William Shakespeare: Tévedések vígjátéka ...Égeon

## Filmjei
| - Pesti háztetők (1962) - Itt járt Mátyás király (1966) - …hogy szaladnak a fák (1966) - Tízezer nap (1967) - Kötelék (1968) - Feldobott kő (1969) - Kapaszkodj a fellegekbe! (1971) - A halhatatlan légiós, akit csak péhovárdnak hívtak (1971) - Madárkák (1971) - Forró vizet a kopaszra! (1972) - Még kér a nép (1972) - Nincs idő (1973) - Nápolyt látni és… (1973) - Kincskereső kisködmön (1973) - Plusz-mínusz egy nap (1973) - Kakuk Marci (1973) - Csínom Palkó (1973) - Hószakadás (1974) - Álmodó ifjúság (1974) - 141 perc a befejezetlen mondatból (1975) - Az öreg (1975) - Fekete gyémántok (1976) - Két pont közt a legrövidebb görbe (1976) - Szépek és bolondok (1976) - A kard (1976) - BUÉK! (1979) - Csillag a máglyán (1979) - Indul a bakterház (1979) - Az erőd (1979)... Steko - Színes tintákról álmodom (1980) - Vuk (1981) - Az idő urai (1982) - Gyertek el a névnapomra (1983) - Szerelem száz háton (1984) - Hanyatt-homlok (1984) - Hófehér (1984) - Egészséges erotika (1985) - Hajnali háztetők (1986) - Macskafogó (1986) - Doktor Minorka Vidor nagy napja (1987) - Küldetés Evianban (1988) - Eldorádó (1989) - Szürkület (1990) - Emberrabló lányok (1990) - Vörös vurstli (1991) - Szerelő (1992) - Kutyabaj (1992) - Anna filmje (1992) - Woyzeck (1994) - A Brooklyn testvér (1995) - Szenvedély (1998) - Az alkimista és a szűz (1999) - Hippolit (1999) - Film (2000) - VII. Olivér (2001) - Pizzás (2001) - A szalmabábuk lázadása (2001) - A Hídember (2002) - Jött egy busz... (2003) - József és testvérei - Jelenetek a parasztbibliából (2004) - Magyar vándor (2004) - Állítsátok meg Terézanyut! (2004) - Sorstalanság (2005) - Emelet (2006) - Szabadság, szerelem (2006) - Töredék (2007) - Macskafogó 2. – A sátán macskája (2007) - Kalandorok (2008) - Szuperbojz (2009) - Tüskevár (2010) - A vizsga (2011) - Nyár utca, nem megy tovább (2011) - Jupiter holdja (2017) | - Május (1963) - A kolozsvári bíró (1971) - Névtelen csillag (1971) - Vidám elefántkór (1971) - Egy óra múlva itt vagyok… (1971) - Széchenyi meggyilkoltatása (1971) - György barát (1972) - III. Richárd (1973) - Zaharij ikonfestő bűnös szerelme (1973) - Irgalom (1973) - Kínai kancsó (1974) - Ficzek úr (1974) - Keménykalap és krumpliorr 1–4. (1974) - Széchenyi (1975) - Kisember születik (1975) - A vihar (1976) - A méla Tempefői (1976) - Mesék az Ezeregyéjszakáról (1976) - Hungária Kávéház 1–6. (1976-tévésorozat) - A legkisebb ugrifüles (1976–1977) - A bosszú (1977) - Boldogság (1977) - Léda (1978) - A Danton-ügy (1978) - Ki lesz a bálanya? (1979) - Lóden-Show (1980) - Egy hónap falun (1980) - IV. Henrik király (1980) - Indul a bakterház (1980) - Süsü, a sárkány 2.-4. (1980) - Írnok hangja - Optimisták (1981) - A 78-as körzet (1982) - Telefonpapa (1982) - Humorista a mennyországban (1982) - Ők tudják, mi a szerelem (1983) - Mint oldott kéve (1983) - Papucshős (1983) - Hamlet (1983) - Sebaj Tóbiás (1983–1985) - Charlie nénje (1986) - Máz (1986) - Zojka szalonja (1986) - Míg új a szerelem (1986) - Johann Strauss: A denevér (1988) - Boszorkánypalánta (1988) - A trónörökös (1989) - Nyomozás a Kleist-ügyben (1989) - Semmelweis Ignácz - Az anyák megmentője (1989) - Hét akasztott (1989) - Protokoll (1990) - Nem érsz a halálodig (1990) - Julianus barát (1991) - Öregberény (1994) - A valencia-rejtély (1995) - Herczeg Ferenc: A harmadik testőr (1995) - Űrgammák (1995) - Baldi (1995) - A szigetvári vértanúk (1996) - A nagy fejedelem (1997) - Lili (2003) - Szerencsi, fel! (2004) - A szibériai nyuszt (2005) - Jóban Rosszban (2009) - Az időkirály birodalma (2007) - Presszó (2008) - Bubus (2010) - Az életmentő – Semmelweis Ignác igaz története (2014) - Agapé (2014) - Kossuthkifli (2015) - A Fekete Múmia Átka (2015) - Memo (2016) - Apatigris (2020–2021) - A Nagy Fehér Főnök (2022) |

## Szinkronszerepei

### Film
- A bíró és a hóhér: Richard Gastmann – Robert Shaw
- A háború bolondja: Belucci – Bernard Blier
- A hal neve: Wanda: Ken Pile – Michael Palin
- A híd túl messze van: John Frost ezredes – Anthony Hopkins
- A kis herceg: A király – Joss Ackland
- A pármai kolostor: IV. Ernest herceg – Louis Salou
- A Sakál napja: Lebel főfelügyelő – Michael Lonsdale
- A sátán követei: Sátán – Jules Berry
- Alice Tükörországban: Fehér Lovag – Ian Holm
- Az 51-es bolygó:  Kipple professzor (hangja) – John Cleese
- Az idő urai: Yula – Pierre Tourneur
- Az ügyefogyott: Leopold Saroyan – Louis de Funès
- Átkelés Párizson: Marcel Martin – Bourvil
- Fantomas: Juve felügyelő – Louis de Funès
- Férj válaszúton: Harold – George Rose
- Halál a Níluson: Hercule Poirot – Peter Ustinov
- Hófehérke és a hét törpe: Szende
- Hupikék törpikék: Hókuszpók
- Kutyák és macskák: Csingiling – Sean Hayes
- Lányok pórázon: Evan Evans (Maistro) – Louis de Funès
- Magánbeszélgetés: Harry Caul – Gene Hackman
- Minnie és Moskowitz: Zelmo – Val Avery
- Oscar: Bertrand Barnier – Louis de Funès
- Óz, a csodák csodája: Zeke / Gyáva oroszlán – Bert Lahr (3. szinkron)
- Őfelsége pincére voltam: Walden úr – Marián Labuda
- Segítség, felszarvaztak!: Savino La Grasta – Lino Banfi
- Seriff és az idegenek: Idegen-főnök – Claudio Undari
- Szenzáció!: Hildebrand `Hildy` Johnson – Jack Lemmon
- Tuti dolog: Férfi a bárban – George Memmoli
- Matrix – Újratöltve: Az Építész – Helmut Bakaitis
- Matrix – Forradalmak: Az Építész – Helmut Bakaitis

### Videójáték
- Hupikék törpikék: Teletranszporttörp – Hókuszpók

## CD-k, hangoskönyvek
- Charles Perrault: Macska Mester, vagy a csizmás kandúr (2002)
- Platón: Szókratész védőbeszéde (2009)
- Edgar Allan Poe: A Morgue utcai kettős gyilkosság (2015)

## Hangjátékok
- Maróti lajos: A kolostor (1971)
- Nagy S. József: Kell ennél jobb társaság? (1971)
- Vidor Miklós: Sakk-matt (1972)
- Henry Kane: Peter Chambers egy napja (1973)
- Vámos Miklós: Panoptikum (1973)
- Victor Hugo: 1793 (1974)
- Momo Kapor: A lemezlovas (1975)
- Stephen Wasylyk: John Smith balesete (1975)
- Török Tamás: Futballfantázia (1975)
- Bulgakov, Mihail: A Mester és Margarita (1976) .... Azazello
- Forgács István: Papírhold (1976)
- Simonffy András: A világlecsó (1976)
- John Arden: Zsákos ember terhe (1977)
- Basar Sabuncu: A megtiszteltetés (1978)
- Déry Tibor: A félfülű (1978)
- Kocsonya Mihály házassága - Ismeretlen szerző közjátéka (1978)
- Astrid Lindgren: Öcsi és a repülő bácsika (1979)
- Galgóczi Erzsébet: Viszek a börtönbe leveskét (1979)
- Lengyel Péter: Cseréptörés (1980)
- Mándy Iván: A tengerbe esett férfi (1980)
- Óz, a nagy varázsló (1980) .... Óz
- Antoine de Saint-Exupery: A kis herceg (1981)
- Vámos Miklós: Lehetne vallomás (1981)
- Hamupipőke (1983)
- Gyárfás Miklós: Halálugrás (1984)
- Gyárfás Miklós: Hűség Firenzében (1992)
- Anton Pavlovics Csehov: A fekete barát (1995)
- Jaroslav Hasek: Svejk, egy derék katona kalandjai a világháborúban (1997)
- A vad gróf tárcái – Teleki Sándor emlékezik (1998)
- Alakok – Kosztolányi Dezső portréi (1999)
- Gyárfás Endre: Feleségek felesége (1999)
- Goldoni, Carlo: A patikus avagy a szimuláns kisasszonyka (2001)
- Nagy András: Arad, éjjel (2003)
- Molnár Ferenc: A zöld huszár (2004)
- Márton László: Az ablakkeret (2009)

## Díjai, elismerései
- Jászai Mari-díj (1970, 1972)
- Érdemes művész (1980)
- SZOT-díj (1984)
- Kossuth-díj (1985)
- Színikritikusok Díja – Legjobb férfi mellékszereplő (1994)
- Örökös tag a Halhatatlanok Társulatában (1997)
- Színikritikusok Díja – Legjobb férfi alakítás (1997)
- Gundel művészeti díj (2001)
- Súgó Csiga díj (2001)
- Paloznak díszpolgára (2006)
- A Magyar Köztársasági Érdemrend középkeresztje a csillaggal (2006)
- Prima Primissima díj (2009)
- A Nemzet Színésze (2010)
- Tolnay Klári-díj (2021)[22]

## Portréfilmek
- Mestersége színész – Haumann Péter (1989)
- Záróra – Haumann Péter (2009)
- Tengerszem – Emberi hang (2010)
- Magyar Művészeti Akadémia – Haumann Péter portréfilm (2017)
- A nagyok – Haumann Péter (2017)
- Húzós – Haumann Péter (2021)

## Emlékezete
- 2022 óta nevét viseli a 612787 Haumannpéter kisbolygó.[23][24]